# امیجپوش
امیجپوش (انگلیسی: Imageepoch) شرکت بازی ویدئویی ژاپنی است، که در سال ۲۰۰۵ تأسیس شد.